# ماسیمو بونتی
ماسیمو بونتی (ایتالیایی: Massimo Bonetti؛ زادهٔ ۲۸ مارس ۱۹۵۱) بازیگر و کارگردان فیلم اهل ایتالیا است. در سال ۲۰۱۰، بونتی با فیلم وقتی بزرگ می‌شویم نخستین تجربه کارگردانی خود را رقم زد.
از فیلم‌ها یا برنامه‌های تلویزیونی که وی در آن نقش داشته‌است، می‌توان به شب سن لورنزو، کائوس، همین‌گونه بمان، خورشید در شب، کلبه ساحلی، نمی‌توانی به‌تنهایی خود را نجات دهی و جووانی فالکونه اشاره کرد.